# Anarthria polyphylla
Anarthria polyphylla là một loài thực vật có hoa trong họ Anarthriaceae. Loài này được Nees mô tả khoa học đầu tiên năm 1846.